# World University Service
Der World University Service (WUS) ist ein international tätiges Netzwerk aus rechtlich selbständigen, politisch und konfessionell nicht gebundenen Nichtregierungsorganisationen in über 50 Ländern der Erde. WUS ging 1950 aus dem Zusammenschluss mehrerer internationaler Studentenorganisationen hervor. Heute arbeitet WUS nicht mehr nur im Hochschulbereich, sondern auf allen Bildungsebenen und tritt weltweit für das Menschenrecht auf Bildung ein. Von den Vereinten Nationen und der UNESCO wird WUS als beratende Organisation anerkannt.

## Geschichte
Im August 1920 wurde in Beatenberg (Schweiz) die European Student Relief unter dem Dach des Christlichen Studenten-Weltbundes (WSCF) gegründet und befasste sich in den Jahren nach dem Ersten Weltkrieg um bedürftige Studenten, vor allem um Kriegsversehrte, Flüchtlinge und Tuberkulose-Kranke. 1926 wurde der ESR in International Student Service (ISS) umbenannt und 1931 eine vom WSCF unabhängige Organisation. Aufgrund seiner vorrangig sozial-karitativen Aufgabenstellung kooperierte der ISS in Deutschland seinerzeit mit den dortigen Studentenwerken und wurde daher häufig als „Internationales Studentenwerk“ oder „Weltstudentenwerk“ bezeichnet.   
Nach Beginn des Zweiten Weltkrieges rief der ISS gemeinsam mit dem WSCF und der katholischen Organisation Pax Romana eine zeitlich befristete Hilfsaktion für kriegsgefangene Studenten ins Leben, die zunächst erneut den Namen European Student Relief trug und – nach der Ausweitung des Betätigungsfeldes auf den fernöstlichen Kriegsschauplatz – 1943 in World Student Relief (Weltstudentenhilfe) umbenannt wurde. Nach Kriegsende traten die International Union of Students sowie die „World Union of Jewish Students“ dem WSR als tragende Organisationen bei. Zugleich kam es zu Meinungsverschiedenheiten über den künftigen Kurs, insbesondere ob neben der sozialen Hilfe künftig auch kulturelle und der Völkerverständigung dienende Aktivitäten gefördert werden sollten. 1950 wurde schließlich die Zusammenführung der Arbeit von ISS und WSR unter dem Dach des WUS beschlossen.

## WUS Austria
WUS Austria wurde 1983 in Graz gegründet. Die Organisation setzt sich für akademische Freiheit sowie das Recht auf Bildung im Hochschulbereich ein. Der geografische Schwerpunkt ihrer Arbeit liegt vor allem auf den Ländern Südosteuropas, insbesondere den Nachfolgestaaten des früheren Jugoslawien. Die Projekte von WUS Austria gruppieren sich in vier Kernfeldern:
- Hochschulentwicklung
- Verbindung von Hochschule und Wirtschaft
- Kunst und Kultur
- Hochschule und Menschenrechte

Dabei arbeitet WUS Austria mit verschiedenen Akteuren aus der Privatwirtschaft, dem öffentlichen Sektor, mit unterschiedlichen Bildungs- und Forschungseinrichtungen sowie mit Vertretern der Zivilgesellschaft – sowohl Individuen als auch Institutionen – zusammen. Ferner 
bietet WUS Austria verschiedene Dienstleistungen an, darunter Projektentwicklung, Projektmanagement, Networking und Consulting. 
Derzeit ist WUS Austria dabei, ihren geografischen Wirkungsbereich zu erweitern.

## WUS Germany
Der World University Service – Deutsches Komitee e. V. wurde 1950 unter maßgeblicher Beteiligung von Peter Weinert gegründet. Regionale WUS-Gruppen in Berlin, Hamburg, Jena und Leipzig sind in der Beratung und Betreuung ausländischer Studierender tätig und führen Tutorien, Mentorenprogramme, Sprachkurse und Vortragsveranstaltungen durch. 
Darüber hinaus veranstaltet WUS Germany Seminare, erstellt Publikationen und Informationsmaterialien. WUS betreibt Öffentlichkeitsarbeit auf politischer Ebene, in den bildungs- und entwicklungspolitischen Organisationen und gegenüber den Medien. WUS nimmt teil an nationalen und internationalen Kampagnen im Bildungs- und Entwicklungsbereich, bietet Beratungen an und führt Stipendienprogramme und Projekte durch.
Zum WUS Germany gehören unter anderem folgende Projekte:
- STUBE Hessen, das Studienbegleitprogramm für Studierende aus Afrika, Asien und Lateinamerika in Hessen, bietet entwicklungspolitische und studienbegleitende Seminare, Akademien und Tagesveranstaltungen an, fördert Praktikumsaufenthalte in Afrika, Asien und Lateinamerika und unterstützt Studierende bei der Organisation und Durchführung von örtlichen Veranstaltungen an ihren hessischen Hochschulorten.
- Grenzenlos – Globales Lernen in der beruflichen Bildung vermittelt Studierende aus Afrika, Asien und Lateinamerika an berufliche Schulen und bietet Lehrkräftefortbildungen sowie eine Zertifizierung zur Grenzenlos-Schule an.
- Die Informationsstelle Bildungsauftrag Nord-Süd bietet mit ihren Medien einen kompakten Überblick über die aktuellen Entwicklungen im Bereich des Globalen Lernens und der entwicklungspolitischen Bildungsarbeit. Sie wurde 1991 auf Initiative der 16 Länder gegründet und wirkt als kommunikative Schnittstelle zwischen Bund, Ländern, Europäischer Union und Zivilgesellschaft.
- Das Portal Deutsche Länder in der Entwicklungspolitik ist das zentrale Informationsportal zu den Aktivitäten der 16 Deutschen Länder im Bereich der Entwicklungspolitik und der entwicklungspolitischen Informations- und Bildungsarbeit. Die Redaktion des Portals liegt beim WUS.

- Das Portal Globales Lernen ist das zentrale Internetangebot zum Globalen Lernen und zur Bildung für nachhaltige Entwicklung (BNE) im deutschsprachigen Raum.